# Strikt konvexer Raum
Strikt konvexe Räume werden im mathematischen Teilgebiet der Funktionalanalysis betrachtet. Es handelt sich um normierte Räume, deren Norm bestimmte geometrische Eigenschaften hat, die für die Optimierungstheorie wichtig sind.

## Definitionen
Ist {\displaystyle (X,\|\cdot \|)} ein reeller normierter Raum, so sei {\displaystyle X_{1}} die Einheitskugel, das heißt die Menge aller Elemente {\displaystyle x\in X} mit {\displaystyle \|x\|\leq 1}, {\displaystyle X\,'} sei der Dualraum, das heißt der Banachraum der stetigen linearen Funktionale {\displaystyle f\colon X\rightarrow \mathbb {R} } mit der Dualraumnorm {\displaystyle \textstyle \|f\|:=\sup _{x\in X_{1}}|f(x)|}.
Ein reeller normierter Raum {\displaystyle (X,\|\cdot \|)} heißt strikt konvex, wenn er eine der folgenden untereinander äquivalenten Bedingungen erfüllt:
- Ist {\displaystyle \|x+y\|=\|x\|+\|y\|} für {\displaystyle x,y\in X\setminus \{0\}}, so gibt es eine reelle Zahl {\displaystyle \lambda } mit {\displaystyle x=\lambda y}.
- Ist {\displaystyle \|x\|=\|y\|=1} für zwei verschiedene {\displaystyle x,y\in X}, so gilt {\displaystyle \|\lambda x+(1-\lambda )y\|<1} für alle reellen Zahlen {\displaystyle 0<\lambda <1}.
- Ist {\displaystyle \|x\|=\|y\|=1} für zwei verschiedene {\displaystyle x,y\in X}, so gilt {\displaystyle \|{\tfrac {1}{2}}(x+y)\|<1}.
- Die Funktion {\displaystyle X\rightarrow \mathbb {R} ,\,x\mapsto \|x\|^{2}} ist strikt konvex.
- Jedes {\displaystyle f\in X\,'\setminus \{0\}} nimmt das Supremum auf {\displaystyle X_{1}} in höchstens einem Punkt an.

Aus der zweiten Eigenschaft ergibt sich direkt, dass die Menge der Extremalpunkte von {\displaystyle X_{1}} mit dem Rand der Einheitskugel {\displaystyle \partial X_{1}=\{x\in X;\ \|x\|=1\}} zusammenfällt.
Aus der vierten Eigenschaft folgt die für die Optimierungstheorie wichtige Aussage, dass eine konvexe Menge in einem strikt konvexen Raum höchstens einen Vektor minimaler Länge hat.

## Beispiele
- Gleichmäßig konvexe Räume sind strikt konvex, insbesondere also prä-Hilberträume und die Lp-Räume für {\displaystyle 1<p<\infty }.
- {\displaystyle \ell ^{1}} ist nicht strikt konvex, denn ist {\displaystyle x=(1,0,0,\ldots )} und {\displaystyle y=(0,1,0,\ldots )}, so ist {\displaystyle \|x+y\|=2=\|x\|+\|y\|}.
- Jeder endlichdimensionale strikt konvexe Raum ist gleichmäßig konvex. Es gibt strikt konvexe Räume, die nicht gleichmäßig konvex sind; diese müssen dann unendlichdimensional sein.[3] Siehe auch Renormierungssatz.

## Glattheit
Die hier vorgestellte Eigenschaft Glattheit (engl.: smoothness) ist die zur strikten Konvexität duale Eigenschaft. 
Es sei {\displaystyle F:X\rightarrow {\mathcal {P}}(X\,')} die Korrespondenz, die jedem {\displaystyle x\in X} die Menge derjenigen Funktionale {\displaystyle f\in X\,'} mit {\displaystyle f(x)=\|x\|^{2}=\|f\|^{2}} zuordnet. Man nennt {\displaystyle F} auch die Dualitätsabbildung.
Nach dem Satz von Hahn-Banach ist {\displaystyle F(x)\not =\emptyset } für alle {\displaystyle x\in X}.  Man nennt einen normierten Raum glatt, wenn {\displaystyle F(x)} für jedes {\displaystyle x\in X} einelementig ist. Es gilt nun folgender Satz:
- Sei {\displaystyle X} ein normierter Raum.

Ist {\displaystyle X\,'} strikt konvex, so ist {\displaystyle X} glatt.
Ist {\displaystyle X\,'} glatt, so ist {\displaystyle X} strikt konvex.
Für reflexive Räume erhält man dann perfekte Dualität:
- Sei {\displaystyle X} ein reflexiver Banachraum.

{\displaystyle X\,'} ist genau dann strikt konvex, wenn {\displaystyle X} glatt ist.
{\displaystyle X\,'} ist genau dann glatt, wenn {\displaystyle X} strikt konvex ist.
Da die Dualitätsabbildung {\displaystyle F} für glatte Räume nur einelementige Bilder hat, kann man sie auch als Funktion {\displaystyle F:X\rightarrow X\,'} betrachten. Man kann zeigen, dass diese Abbildung stetig ist, wenn man auf {\displaystyle X} die Normtopologie und auf {\displaystyle X\,'} die schwach-*-Topologie betrachtet.

## Ein Renormierungssatz
In vielen Fällen kann man sich durch Übergang zu einer äquivalenten Norm die hier vorgestellten Normeigenschaften verschaffen, denn es gilt:
- Jeder separable Banachraum hat eine äquivalente Norm, die sowohl strikt konvex als auch glatt ist.

Insbesondere kann man auf diese Weise nicht-reflexive, strikt konvexe Banachräume konstruieren. Damit hat man Beispiele für strikt konvexe, aber nicht gleichmäßig konvexe Banachräume, denn letztere sind nach einem Satz von Milman stets reflexiv.